# V (chanteur)
Pour les articles homonymes, voir V et Kim.
Dans ce nom coréen, le nom de famille, Kim, précède le nom personnel Taehyung.
Kim Tae-hyung (hangeul: 김태형; hanja: 金泰亨; katakana: キム·テヒョン), mieux connu sous son nom de scène V (hangeul: 뷔), est un artiste sud-coréen né le 30 décembre 1995 à Daegu. Il est membre du boys band sud-coréen BTS (Bangtan Sonyeondan).

## Biographie

### Enfance et éducation
Taehyung est né le 30 décembre 1995 à Daegu mais est originaire du district de Gochang, en Corée du Sud. Il provient d'une famille modeste de fermiers. Il grandit avec ses parents, sa petite sœur, et son frère cadet, et fut élevé une dizaine d'années par ses grands-parents paternels avec son frère et sa sœur.
Durant sa jeunesse, Taehyung étudie le saxophone. Après avoir passé des auditions, il rejoint l'agence Big Hit Entertainment, actuellement HYBE, en tant que sixième membre du groupe BTS. Novice, il étudie la danse et le chant, et s'installe à Séoul où il s'inscrit à la Korean Arts High School, dont il sort diplômé en 2014 avec son camarade et ami Jimin.
Par la suite, il entre à la Global Cyber University.

## Carrière

### 2013-aujourd'hui: BTS
Taehyung rejoint le groupe BTS en 2011, mais n'est révélé en tant que membre officiel que le 2 juin 2013 avec une photo teaser. Le 13 juin 2013, Taehyung fait officiellement ses débuts en tant que membre du groupe BTS à travers Mnet M Countdown. Il participe au premier album du groupe, 2 Cool 4 Skool, sorti le 12 juin. Le 6 novembre 2014, il fait sa première apparition lors d'un « fansign >.
Taehyung participe à la composition de la chanson Hold Me Tight dans le troisième mini-album Pyo Hyeon-hwa pt.1 des BTS, sorti en 2015. Il participe également à la chanson Hugen Boys, co-écrite avec Suga, RM, Jin, J-Hope et Jimin. Il participe aussi à la composition de la chanson titre Run de l'album Hy.
Le deuxième album de BTS, intitulé Wings et sortit en 2016, comporte un titre chanté dans son intégralité par Taehyung, intitulée Stigma.
Le 8 juin 2017, il produit sa propre chanson, 4 O'Clock, avec son camarade RM, afin de célébrer le 4e anniversaire du groupe.
En 2018, Taehyung chante dans son intégralité la chanson Singularity qui sert d'intro au troisième album du groupe, Love Yourself: Tear.
En 2019, V participe à la chanson A Brand New Day avec J-Hope et Zara Larsson pour le jeu mobile BTS World: Original Soundtrack.
En 2020, BTS sort l'album Map of the Soul : 7, dans lequel V chante le morceau Friends avec Jimin, qui relate leur amitié ; ainsi que le morceau solo Inner Child, traitant de son parcours personnel.

### 2016-aujourd'hui: carrière solo
En 2016, Taehyung commence sa carrière d'acteur dans le drama historique de KBS2 Hwarang: The Beginning aux côtés de Park Seo-joon, Go Ara, Park Hyung-sik (ZE:A) et  Minho (SHINee). Il a également participé avec Jin à la bande-son Even If I Die, It's You (죽어도 너야) sortie le 19 décembre 2016.

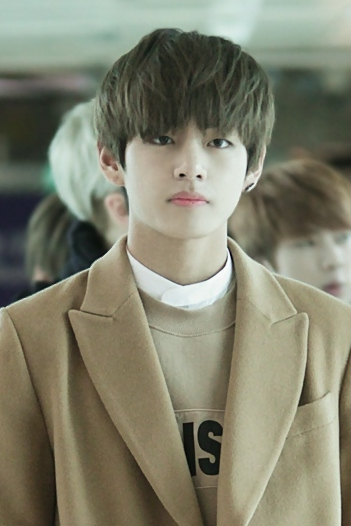
V à l'aéroport Taïwan-Taoyuan, en mars 2015.

En dehors du groupe BTS, V sort son premier titre solo, Scenery, le 30 janvier 2019 via la page SoundCloud du groupe. La chanson est écrite et composée par V (qui a réalisé également la photographie de la pochette), produite par le producteur de Big Hit Entertainment Docskim, et bénéficie de contributions supplémentaires des producteurs de Big Hit, Pdogg et Hiss Noise. Elle bat les records de SoundCloud en atteignant 100 millions de flux sur 20 millions en plus de quatorze jours, le temps le plus court pour la plateforme,.
Quelques mois plus tard, il publie une deuxième chanson solo et sa première chanson anglaise complète intitulée Winter Bear par l'intermédiaire de SoundCloud, dont le clip est diffusé sur la chaîne YouTube de BTS, le 9 août. Il a coproduit le titre avec RM, Hiss Noise et Adora. La pochette est, à nouveau, une photographie réalisée par lui-même, sous son pseudonyme « Vante ».
En 2020, à la demande de son ami Park Seo Joon (faisant partie de ses amis appelés « Wooga »), V co-produit, co-écrit et chante une chanson en anglais intitulée Sweet Night pour la bande-son du drama Itaewon Class de la JTBC, sortie le 13 mars 2020, dans lequel joue Park Seo Joon. La chanson reçoit des critiques généralement favorables pour sa composition, sa performance vocale et ses paroles chaleureuses. Malgré l'absence de promotion, notamment de Big Hit (label producteur de BTS), la chanson débute à la deuxième place du classement Billboard des ventes de chansons numériques aux États-Unis, devenant ainsi le meilleur début pour un soliste coréen dans l'histoire du classement. Ainsi, Kim Taehyung est parmi les trois premières places sur la liste des meilleures ventes d'Amazon (États-Unis) avec ses chansons en solo : Intro : Singularity, Inner Child et Sweet Night.
Durant cette même année, à l'âge de 24 ans, il devient avec Sweet Night le seul artiste (dépassant BTS et Adèle) et donc le seul artiste solo, avec le plus de no 1 au monde dans les charts des meilleures chansons du lecteur média d'Apple, iTunes. Il bat ainsi le record de Psy (détenu depuis 2012 avec Gangnam Style).
Le 8 septembre 2023, il sort son premier album solo intitulé Layover.
Il est membre du groupe d'amis « Wooga Squad », avec Park Seo-joon, Peakboy, Choi Woo-shik et Park Hyung-sik. Le groupe s'est formé grâce à Park Seo-joon, ami de longue date de Choi Woo-shik et Peakboy, qui a fait la rencontre de Park Hyung-sik et V sur le lieu de tournage du drama sud-coréen Hwarang en 2016. Le nom « Wooga Squad » vient de l'abréviation « Woori-ga Gajok-inka? » qui veut dire « Est-on une famille ? ». En 2022, les membres du groupe tournent dans l'émission In the Soop: Friendcation (en coréen : 인더숲우정여행), qui met en évidence leur amitié sur 4 épisodes,.

## Impact et influence
V a inventé la phrase « I purple you » lors de la réunion des fans de BTS en novembre 2016. La phrase signifie que la couleur pourpre est une nuance d'amour. Depuis, le violet et la phrase sont devenus un symbole de BTS et de leurs fans. L'UNICEF a également utilisé cette phrase pour sa campagne anti-brimades Love Myself, en collaboration avec BTS.
En 2018, la société Eugene Investment & Securities Co. a effectué une recherche analytique sur les tendances de recherche Google relatives à l'industrie K-pop, et « V » a été le mot-clé le plus recherché au cours des cinq dernières années en Corée du Sud.
Divers artistes l'ont cité comme influence et modèle, tels que : Younghoon et Hwall de The Boyz, Yeosang et Mingi d'Ateez, Jungseung et Dylan de D-Crunch, Bao de Lucente,, Jaehyun et Jangjun de Golden Child, Been de MVP, Byun Hyun-min de Rainz, Serim de Cravity, Yunmin de Newkidd, Hanyu de Boy Story, Beomgyu de TXT, Koo Jungmo de Produce X 101, Lee Taeseung, Mahiro Hidaka, ainsi que Park Ji-hoon, ancien membre de Wanna One.
Dans un tweet, le 10 juillet 2019, BTS V a été qualifié d'« icône culturelle de l'Est » par Renan Brites Peixoto, un journaliste brésilien renommé et producteur de Rede Globo, le plus grand réseau de diffusion d'Amérique latine.
En 2020, il a également fait vibrer[Quoi ?] les médias, en utilisant le langage des signes pour atteindre les diplômés souffrant de handicaps auditifs, dans le discours de classe de BTS. La même année, K-media, a qualifié V de « représentant visuel de la K pop ».
La même année, V a pris la première place du Idol Gif Awards, de la plus grande plateforme chinoise, Sina's Official Account sur Weibo, démontrant ainsi son immense popularité et son impact en Chine.
En 2019, pour la célébration de son anniversaire, une zone spéciale intitulée « Purple V Zone » a été créée pour V, dans le cadre du Festival de Noël de Séoul 2019. Les fans ont également organisé des événements spéciaux, notamment 500 000 cartes d'embarquement commémoratives pour Jin Air, des publicités à l'écran sur les lignes 1 à 9 du métro de Séoul et des publicités en vol sur les avions d'Asiana Airlines dans le monde entier. Tandis qu'en 2020, pour l'anniversaire des 7 ans de BTS, dont V qui a été le dernier membre présenté, des fans ont décoré les principales avenues de Séoul, de ses photographies[réf. souhaitée].

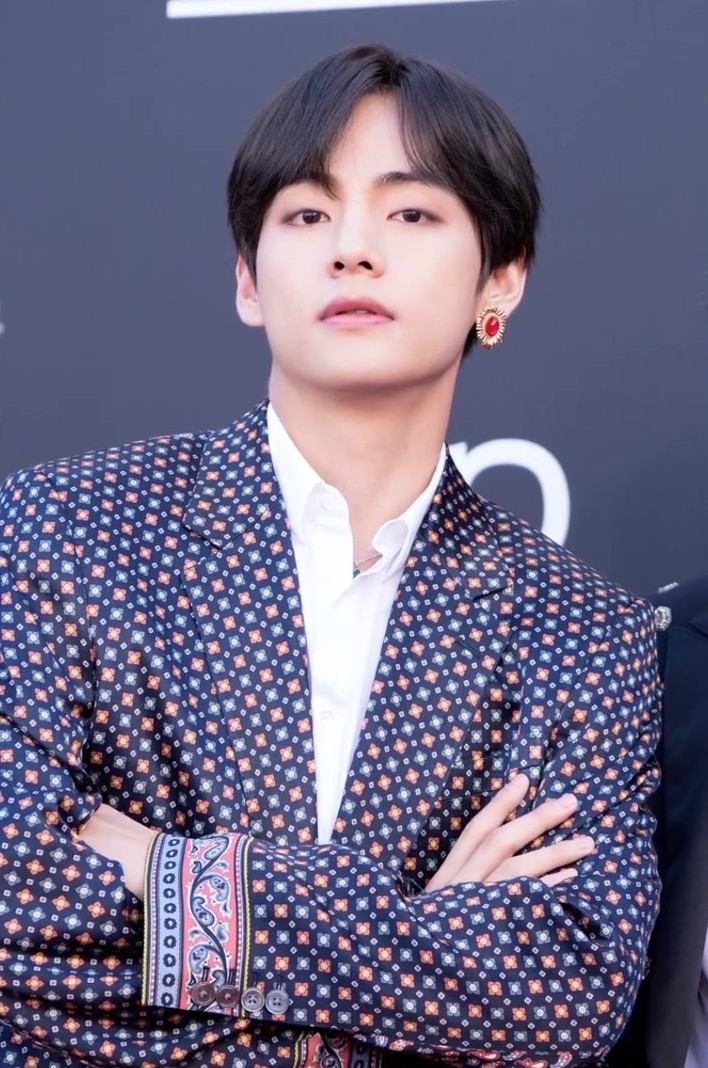
V lors des Billboard Music Awards, en mai 2019.

Par exemple, dans une enquête menée par Gallup Korea, il a été choisi comme la 4e idole préférée de 2019, tout en se classant 9e en 2018.
Il a également été classé pour « Most Handsome Faces of 2017 » par TC Candler, alors qu'il était 60e en 2016, 5e en 2018 et 4e en 2019 ; faisant de lui la 2e célébrité avec les meilleurs records de TC Candler, des années 2010.
Il a été élu au 1er rang pour « Most Beautiful Men in the World » sélectionné par Drama bg.
Il a également fini à la première place pour « Most Handsome Face In The World Of 2020 » et « Most Handsome Face In The World Of 2021 »  par TC Candler.
Il s'était également classé au 1er rang du palmarès 2018 « Most Handsome Men » détenu par Global Entertainment Magazine et Famous Star Magazine, avec un total de 6,2 millions de voix. L'année suivante, Taehyung a encore une fois remporté le titre de « The Most Handsome Men » in the World 2019 en dépassant les rangs et recueillant plus de 27,9 % des voix.
Il a gagné de nombreux titres par Starmometer : en 2018, 2019 et 2020, il a été élu le « Ultimate Asian Heartthrob » ; en 2019, il a été élu « Sexiest man in the world » ; en 2019 et en 2020, il a gagné le titre de « Best Face in the World ».
En 2020, Kim Taehyung est classé en première position des « 10 plus beaux hommes en 2020 » du populaire média YouTube Top10World  et des « 100 plus beaux hommes du monde » par le média YouTube 100 Most Beautiful Faces. La même année, il est reconnu comme le « musicien vivant le plus sexy » du monde avec plus de 50 % des votes sur Pop Slider.

## Performance
V est un baryton dont la voix a reçu un accueil généralement positif de la critique, avec des éloges particuliers pour son registre vocal et sa tonalité rauque et profonde. Il a obtenu une reconnaissance vocale plus large pour son interprétation de sa chanson Stigma, notamment pour ses falsettos qui mettaient en valeur son registre vocal et sa musicalité unique.
La tonalité de V sur Singularity, le premier morceau de Love Yourself de BTS, a été noté comme un « donneur de ton » important sur l'album par la critique musicale Blanca Méndez.
Karen Ruffini de Elite Daily a déclaré dans leur article que « (il) n'a aucun problème à produire des sons graves super apaisants qui sont un élément clé du son global de BTS. Comme BTS est connu pour le faire, les membres ont souvent du temps en solo pour briller sur leurs albums, et V a une façon de faire sortir ses chansons du lot ».
Tamar Herman de Billboard a également noté : « Avec une large gamme et un timbre profond, la voix expressive de V est un pilier du son de BTS ». La musicalité de V est fortement influencée par son amour pour le jazz et la musique classique, Eric Benet et Ruben Studdard font partie de ses inspirations.
Kim Young-Dae, critique de musique populaire et membre du comité du prix de la musique pop coréenne, a souligné la force de la voix de V dans sa critique de la chanson Scenery et a déclaré : « La voix de V transmet doucement les émotions comme une bande son qui rappelle une scène de film ».
En 2020, lors de la sortie de l'album Map of the Soul : 7, de nombreux critiques complimentent la voix de V, notamment dans la chanson Inner Child. Par exemple, le critique culturel Park Hee-ah a choisi la chanson solo de V, Inner Child, comme morceau préféré dans son émission sur EBS FM. La chanson a été complimentée par les entraîneurs vocaux Oh Jok- Do et Shim Joongseob, invités vedettes dans l'émission, en expliquant que « V est un artiste qui excelle dans tous les genres (et qu'ils choisissent) la performance live de V comme leur scène la plus attendue ». Shim Joonseob a déclaré : « Je pense qu'il a essayé un genre totalement différent et qu'il y a eu un changement dans son style de chant… Je suis intéressé de voir sa scène en direct. » Park Hee-ah a ajouté : « Tout d'un coup, il (V) a essayé quelque chose de si nouveau, c'est un son frais mais vous savez quoi ? Il se débrouille bien même avec ce style. » Shim Joonseob a également souligné que bien que la chanson parle du parcours personnel de V, il s'est senti guéri et réconforté.

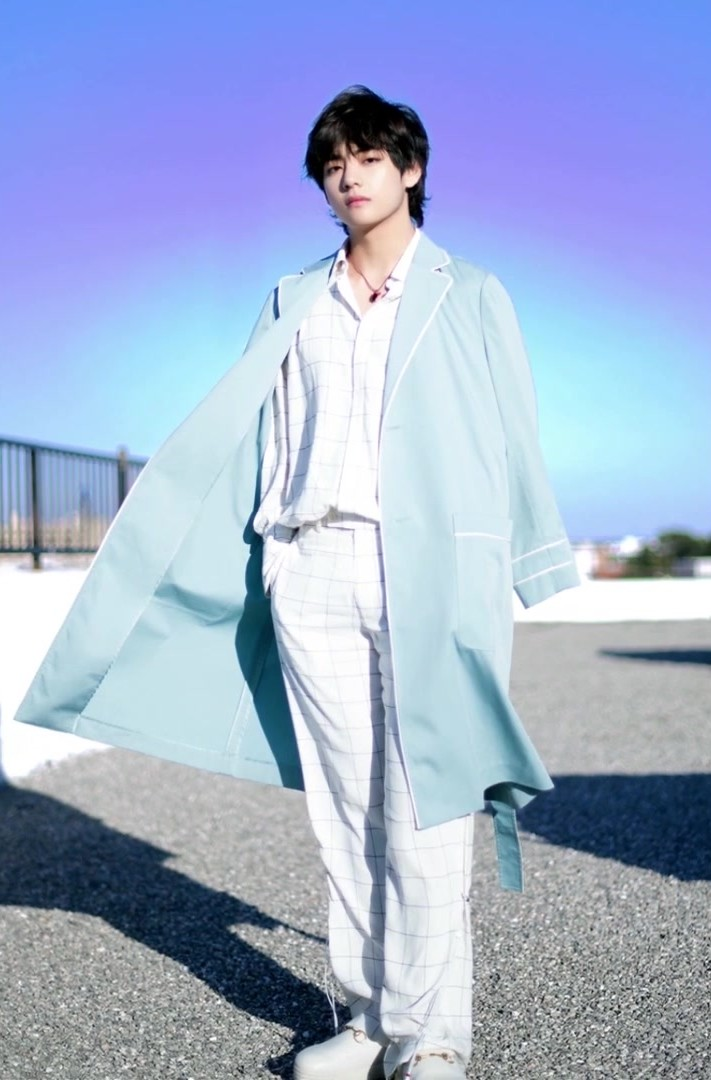
V lors d'une séance photo à Los Angeles, en mai 2018.

De plus, Yoon Jong Shin, le fondateur et directeur de Mystic Entertainment, a fait l'éloge de la voix de V et a révélé qu'il avait une chanson en tête pour lui. Il a déclaré : « La voix de V est très unique… très unique et charmante. La voix de V est - pour être honnête, dans l'une des chansons que j'ai faites, il y a une partie au début que je pense qu'il serait bon que V la chante ».
De même, le critique musical coréen Heea a mentionné V comme son membre préféré du BTS lors de son apparition sur Casper Music TV et a déclaré : « V est l'une des rares personnes qui sont douées pour la présence sur scène. Sa voix est vraiment profonde et sexy et il sait comment attirer les gens ».
Par ailleurs, en tant qu'interprète, le style de V est connu pour sa « dualité », c'est-à-dire sa capacité à évoquer diverses émotions sur scène. Le journaliste britannique Rhian Daly, écrivant pour le NME, l'a particulièrement remarqué en parlant de sa performance Singularity lors du Love Yourself : Speak Yourself World Tour, décrivant ses mouvements comme « précis et délibérés ».
Crystal Bell de MTV a noté que les performances de V fonctionnent souvent avec des caméras en direct dans les salles de concert, et comment il les utilise pour créer des expressions subtiles pendant les représentations.

## Discographie

### Mini-album (EP)
| Titre   | Détails                                                                     | Classements | Classements | Classements | Classements | Classements | Classements | Ventes                                                                    |
| Titre   | Détails                                                                     | COR         | JAP         | ALL         | FRA         | CAN         | USA         | Ventes                                                                    |
| ------- | --------------------------------------------------------------------------- | ----------- | ----------- | ----------- | ----------- | ----------- | ----------- | ------------------------------------------------------------------------- |
| Layover | - Date de sortie : 8 septembre 2023 - Labels : Big Hit Music (HYBE), Geffen | 1           | 2           | 4           | 6           | 39          | 2           | - COR : plus de 2 252 000 - JAP : plus de 247 000 - USA : plus de 130 000 |

### Singles

#### En tant qu'artiste solo
| Année                                                           | Titre                             | Meilleures positions | Meilleures positions | Meilleures positions | Meilleures positions | Meilleures positions | Meilleures positions | Meilleures positions | Meilleures positions | Album      |
| Année                                                           | Titre                             | COR                  | JAP                  | AUS                  | FRA                  | GBR                  | CAN                  | USA                  | MON                  | Album      |
| --------------------------------------------------------------- | --------------------------------- | -------------------- | -------------------- | -------------------- | -------------------- | -------------------- | -------------------- | -------------------- | -------------------- | ---------- |
| 2019                                                            | Scenery                           | —                    | —                    | —                    | —                    | —                    | —                    | —                    | —                    | Hors album |
| 2019                                                            | Winter Bear                       | —                    | —                    | —                    | —                    | —                    | —                    | —                    | —                    | Hors album |
| 2020                                                            | Snow Flower (feat. Peakboy)       | —                    | —                    | —                    | —                    | —                    | —                    | —                    | —                    | Hors album |
| 2023                                                            | Love Me Again                     | 22                   | 76                   | —                    | —                    | —                    | 91                   | 96                   | 12                   | Layover    |
| 2023                                                            | Rainy Days                        | 56                   | —                    | —                    | —                    | —                    | —                    | —                    | 16                   | Layover    |
| 2023                                                            | Slow Dancing                      | 24                   | 26                   | —                    | —                    | 24                   | 60                   | 51                   | 4                    | Layover    |
| 2024                                                            | Fri(end)s                         | 101                  | 38                   | 49                   | 145                  | 13                   | 38                   | 65                   | 5                    | Hors album |
| 2024                                                            | Winter Ahead (avec Park Hyo-shin) | 70                   | —                    | —                    | —                    | 86                   | —                    | 99                   | 33                   | Hors album |
| "—" indique que le titre ne s'est pas classé dans cette région. |                                   |                      |                      |                      |                      |                      |                      |                      |                      |            |

#### Bandes-sons
| Année                                                           | Titre                                        | Meilleures positions | Meilleures positions | Meilleures positions | Meilleures positions | Meilleures positions | Album                  |
| Année                                                           | Titre                                        | COR                  | JAP                  | CAN                  | USA                  | MON                  | Album                  |
| --------------------------------------------------------------- | -------------------------------------------- | -------------------- | -------------------- | -------------------- | -------------------- | -------------------- | ---------------------- |
| 2016                                                            | It's Definitely You (죽어도 너야) (avec Jin) | 34                   | —                    | —                    | —                    | —                    | Hwarang OST            |
| 2020                                                            | Sweet Night                                  | 14                   | —                    | —                    | —                    | —                    | Itaewon Class OST      |
| 2021                                                            | Christmas Tree                               | 18                   | 29                   | 82                   | 79                   | 51                   | Our Beloved Summer OST |
| "—" indique que le titre ne s'est pas classé dans cette région. |                                              |                      |                      |                      |                      |                      |                        |

### Crédits musicaux
| Année | Titre                      | Artiste         | Album                                     |
| ----- | -------------------------- | --------------- | ----------------------------------------- |
| 2013  | Outro: Circle Room Cypher  | BTS             | 2 Cool 4 Skool                            |
| 2015  | Hold Me Tight (잡아줘)     | BTS             | The Most Beautiful Moment in Life, Part 1 |
| 2015  | Boyz With Fun (흥탄소년단) | BTS             | The Most Beautiful Moment in Life, Part 1 |
| 2015  | Run                        | BTS             | The Most Beautiful Moment in Life, Part 2 |
| 2016  | Stigma                     | V               | Wings                                     |
| 2016  | Introduction : Youth       | BTS             | Youth                                     |
| 2018  | 4 O'Clock (네시)           | RM & V          | Hors album                                |
| 2020  | Scenery (풍경)             | V               | Hors album                                |
| 2020  | Winter Bear                | V               | Hors album                                |
| 2020  | Inner Child                | V               | Map of the Soul: 7                        |
| 2020  | Sweet Night                | V               | Itaewon Class OST                         |
| 2020  | Blue & Grey                | BTS             | BE                                        |
| 2020  | Skit                       | BTS             | BE                                        |
| 2020  | Snow Flower                | V feat. Peakboy | Hors album                                |
| 2023  | Wherever u r               | Umi feat. V     | Hors album                                |

## Filmographie

### Dramas télévisés
| 2016 | Hwarang: The Beginning | Han Sung | KBS2 | Rôle secondaire |

### Film
| 2015 | 2015 Dream Concert                                                                | Idole invitée  |         |          |
| 2018 | BTS: Burn The Stage                                                               | Rôle principal | YouTube | avec BTS |
| 2019 | Bring the Soul: Docu-series on BTS' Love Yourself tour                            | Rôle principal | Weverse | avec BTS |
| 2020 | Break the Silence: Docu-Series on BTS' Love Yourself tour and Speak Yourself tour | Rôle principal | Weverse | avec BTS |

### Émissions de variétés
| Année          | Titre                                  | Rôle           | Chaîne       | Épisode(s)                     |
| -------------- | -------------------------------------- | -------------- | ------------ | ------------------------------ |
| 2010           | Running Man                            | Idole invitée  | SBS          | Épisode 300                    |
| 2010           | Hello Counselor                        | Idole invitée  | KBS 2TV      | Épisode 223                    |
| 2011           | Weekly Idol                            | Idole invitée  | MBC Every 1  | Épisodes 144, 203, 229         |
| 2011           | After School Club                      | Idole invitée  | Arirang      | Épisodes 46, 95, 158, 191      |
| 2013           | Rookie King: Channel Bangtan           | Rôle principal | SBS MTV      | avec BTS                       |
| 2013           | After School Club                      | Idole invitée  | Arirang      | avec BTS                       |
| 2014           | BTS China Job                          | Rôle principal | YinYueTai    | avec BTS                       |
| 2014           | American Hustle Life                   | Rôle principal | Mnet America | avec BTS                       |
| 2014           | Idol Star Athletics Championships      | Concurrent     | MBC          |                                |
| 2014           | After School Club                      | Idole invitée  | Arirang      | Ép. 95 avec BTS                |
| 2014           | BTS GO !                               | Rôle principal | Mnet America | Épisode 7                      |
| 2014           | A Song For You 3                       | Idole invitée  | KBS          | Épisode 12 avec BTS            |
| 2014           | Idol Show                              | Rôle principal | YinYueTai    | 2 épisodes avec BTS            |
| 2014           | After School Club                      | Rôle principal | Arirang      | Épisode 158 avec BTS           |
| 2014           | Star King                              | Idole invitée  | SBS          | Épisode 413 avec RM            |
| 2014           | Crisis Escape No.1                     | Rôle principal | KBS2         | avec BTS                       |
| 2015           | BTS Bokbulbok                          | Rôle principal | V LIVE+      | avec BTS                       |
| 2015           | BTS GAYO                               | Idole invitée  | Arirang      | avec BTS                       |
| 2015           | Knowing Bros                           | Idole invitée  | JTBC         | Épisode 94                     |
| 2015           | Run BTS! Season 1                      | Rôle principal | V LIVE+      | BTS                            |
| 2016           | BTS: Bon Voyage saison 1               | Rôle principal | V LIVE+      | BTS                            |
| 2016           | Weekly Idol                            | Rôle principal | MBC Every1   | Épisode 203 avec BTS           |
| 2016           | Yaman TV                               | Rôle principal | Mnet         | Épisodes 23 & 24 avec BTS      |
| 2016           | Idol Star Athletics Championships      | Concurrent     | MBC          |                                |
| 2016           | Weekly Idol                            | Idole invitée  | MBC Every1   | Épisodes 229 avec BTS          |
| 2016           | After School Club                      | Rôle principal | Arirang      | avec BTS                       |
| 2016           | Star King                              | Idole invitée  | SBS          | avec J-Hope                    |
| 2016           | Knowing Bros                           | Rôle principal | JTBC         | Épisodes 94 avec BTS           |
| 2016           | Star Show 360                          | Idole invitée  | MBC Every 1  | Épisode 8                      |
| 2016           | Celebrity Bromance                     | Rôle principal | MBigTV       | Épisodes 1-4 avec Kim Min-jae  |
| 2016           | The Boss is Watching                   | Idole invitée  | SBS          | Épisode 1 avec BTS             |
| 2016           | BTS Comeback Show                      | Rôle principal | Mnet         | BTS                            |
| 2017           | BTS: Bon Voyage saison 2               | Rôle principal | V LIVE+      | BTS                            |
| 2017           | 2017 Idol Star Athletics Championships | Concurrent     | MBC          | avec BTS                       |
| 2017           | Run BTS! Season 2                      | Rôle principal | V LIVE+      | avec BTS                       |
| 2017           | New Yang Nam Show                      | Idole invitée  | Mnet         | Épisode 1                      |
| 2018           | BTS: Bon Voyage saison 3               | Rôle principal | V LIVE+      | avec BTS                       |
| 2019-2020      | BTS: Bon Voyage saison 4               | Rôle principal | Weverse      | avec BTS                       |
| 2019- en cours | Run BTS! Season 3                      | Rôle principal | V LIVE+      | avec BTS                       |
| 2020           | Learn Korean With BTS                  | Rôle principal | Weverse      | avec BTS                       |
| 2022           | In the soop                            | Rôle principal | Disney+      | avec les Wooga                 |
| 2023           | La cuisine de Jinny                    | Rôle principal | Prime video  | avec certains membre des Wooga |

### Présentation (MC)

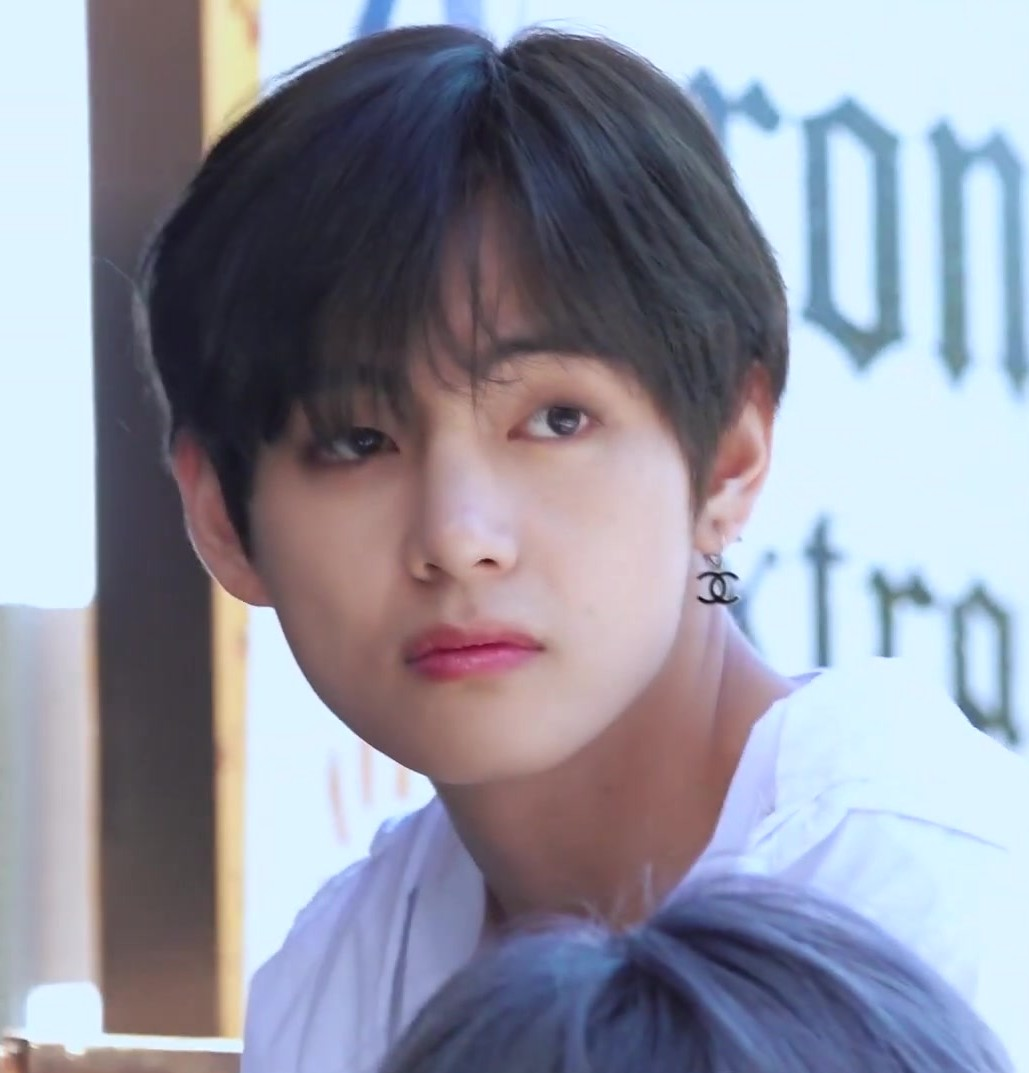
V lors d'un photoshoot pour Dispatch à Las Vegas, en mai 2019.

| Année | Titre                             | Rôle(s)    | Chaîne  | Note(s)                                           |
| ----- | --------------------------------- | ---------- | ------- | ------------------------------------------------- |
| 2014  | Show! Music Core                  | MC spécial | MBC     |                                                   |
| 2015  | Best of the Best                  | MC spécial | SBS MTV | 4 épisodes avec Sujeong (Lovelyz)                 |
| 2015  | Music Bank                        | MC spécial | KBS     | Ép. 814 avec Park Bo-gum et Himchan (B.A.P)       |
| 2016  | Inkigayo                          | MC spécial | SBS     | Ép. 868 avec J-Hope, Wheein et Moonbyul (Mamamoo) |
| 2017  | Music Bank (Singapore Special)    | MC spécial | KBS2    | avec Park Bo-gum et Irene                         |
| 2017  | Inkigayo Super Concert in Daejeon | MC spécial | SBS     | avec Jisoo et Park Jinyoung                       |

## Distinctions

### MelOn Music Awards
| # | Année | Travail nommé                      | Titre          | Résultat   |
| - | ----- | ---------------------------------- | -------------- | ---------- |
| 9 | 2017  | Jin et V - Even If I Die, It's You | Best OST Award | Nomination |

### Soompi Awards
| #   | Année | Travail nommé | Titre             | Résultat |
| --- | ----- | ------------- | ----------------- | -------- |
| 13e | 2018  | V             | Best Idol Actor   | Lauréat  |
| 14e | 2019  | Singularity   | Best Choreography | Lauréat  |